# Post Mortem (Computerspiel)
Post Mortem ist ein Computerspiel des französisch-kanadischen Spieleentwicklers und Publishers Microïds. Das Adventure wurde 2002 für Windows-Computer veröffentlicht. Zwei 2005 bzw. 2009 von Microïds veröffentlichte Adventures, Still Life und Still Life 2, knüpfen inhaltlich an Post Mortem an.

## Handlung
Post Mortem spielt im Paris der 1920er-Jahre. Der Spieler übernimmt die Rolle von Gus McPherson, gebürtiger US-Amerikaner und ehemaliger Privatdetektiv, der mittlerweile als mäßig erfolgreicher Maler in Paris lebt und von religiösen Visionen und Wahnvorstellungen geplagt wird. Eine Frau, Sophia Blake, beauftragt ihn, den Mord an ihrer Schwester und deren Ehemann aufzuklären, einem US-amerikanischen Ehepaar namens Whyte, das enthauptet in einem Pariser Luxushotel aufgefunden wurde. Die Todesumstände sind seltsam – beide Leichen wurden mit den jeweiligen Köpfen auf den Knien und einer Münze im Mund auf dem Hotelbett arrangiert – und aus dem Hotelzimmer wurde ein altes Familienerbstück gestohlen. Die Polizei kommt mit ihren Ermittlungen nicht voran, so dass McPherson ins Spiel kommt.
Im Rahmen seiner Ermittlungen findet er heraus, dass das getötete Ehepaar unter falschem Namen logierte. Er ermittelt einen anderen Privatdetektiv, Jacques Hellouin, der vom Bankier de Allepin beauftragt worden war, das Paar aufzuspüren. Tatsächlich handele es sich bei den beiden um ein Geschwisterpaar namens Paul und Gracie Eaton, und sie hätten dem Bankier eine wertvolle Reliquie gestohlen, den „Kopf des Baphomet“. Hellouin konnte eine Verbindung zwischen den Eatons und einer Freimaurerloge des Rosenkreuzer-Ordens ermitteln. Zu den Mitgliedern der Loge gehören sowohl Hellouins Auftraggeber de Allepin als auch der Psychiater Dr. Kaufner, der später von der Polizei zur Unterstützung im Mordfall Whyte herangezogen wird. Die Eatons hatten sich offenbar in betrügerischer Absicht an die Rosenkreuzer herangemacht, Gracie Eaton ging zudem eine Affäre mit dem Logenvorstand de Allepin ein.
McPherson konfrontiert seine Auftraggeberin Sophia Blake mit seinen Ermittlungsergebnissen. Sie gesteht, ihm einige Dinge verschwiegen zu haben: De Allepin habe ihrer Familie den „Kopf des Baphomet“ gestohlen. Sie habe das Ehepaar Whyte bzw. das Geschwisterpaar Eaton, das tatsächlich ein Ehepaar mit dem Namen Johnson gewesen sei, engagiert, um die Freimaurerloge um de Allepin zu infiltrieren und den „Kopf des Baphomet“ wiederzubeschaffen. McPherson zeigt sich Blake gegenüber loyal und ermittelt weiter. Er kann sich Zugang zur Loge verschaffen und findet heraus, dass der „Kopf des Baphomet“ in Verbindung mit mittelalterlichen Machenschaften des Templerordens steht und dem Besitzer eine gezielte Seelenwanderung ermöglicht. Diese Informationen hatte Blake McPherson vorenthalten.
In dieser Situation überschlagen sich die Ereignisse: Blake wird entführt, und der Entführer fordert von McPherson den „Kopf des Baphomet“. McPherson kann die Reliquie auffinden und sich zum Finale mit dem Entführer treffen. Dieser stellt sich als der Psychiater Dr. Kaufner heraus, der die Reinkarnation eines Templers aus dem Mittelalter ist und den „Kopf des Baphomet“ für sein weiteres Treiben benötigt. McPherson kann ihn besiegen.
Die komplette Handlung spielt ausschließlich nachts.

## Spielprinzip und Technik
Post Mortem ist ein 3D-Point-and-Click-Adventure aus der Egoperspektive. Die Darstellung erfolgt aus der Sicht des Spielers, der sich mittels der Maus einen 360°-Überblick über seinen Standort verschaffen kann. Der jeweilige Raum wird nicht in Echtzeit berechnet, sondern ist komplett vorgerendert. In der Mitte des Bildschirms befindet sich ein dort fixierter Cursor. Ruht dieser über einem Gegenstand, einem NPC oder einem Ausgang wie einer Tür oder einer Straße, so verändert er seine Form, und der Spieler kann eine kontextbezogene Interaktion starten. Er kann sich nicht frei in der Spielwelt bewegen, sondern lediglich per Mausklick von Raum zu Raum „springen“. Klickt er beispielsweise auf eine nicht verschlossene Tür, wird er in den hinter dieser befindlichen Raum teleportiert und kann dort weiter agieren. Bewegliche Gegenstände können in einem sogenannten Inventar verstaut und von dort aus mit anderen Gegenständen kombiniert werden, beispielsweise ein Schlüssel mit einer Tür. Dialoge mit NPCs erfolgen über eine vom Spiel vorgegebene Auswahl im Single-Choice-Verfahren, wobei die einzelnen Gesprächsthemen in Form von Karteikarten dargeboten werden. Der Ausgang eines Gesprächs hängt dabei auch davon ab, welchen Ton der Spieler wählt: Er kann im Rahmen eines Dialogs auswählen, ob der dem Gegenüber beispielsweise schroff, empathisch oder neugierig gegenübertritt, und die Reaktion des Gesprächspartners hängt von dieser Wahl ab. Einige Rätsel nehmen Bezug auf die Tätigkeit des Spielers als Maler. Das Hauptaugenmerk der Rätsel liegt auf den Dialogen mit NPCs. Einige Dialogoptionen führen zu einer zeitweisen Verzweigung der Spielhandlung. Während des Spielverlaufs übernimmt der Spieler in Form einer Rückblende zeitweise die Rolle von Jacques Hellouin. Die Spielzeit beträgt etwa 15–20 Stunden.
Die verwendete Spiel-Engine, Virtools Dev, ist dieselbe, die Microïds bereits ein Jahr zuvor für das Adventure Road to India verwendete, dessen leitender Entwickler der Post-Mortem-Designer Stéphane Brochu war.

## Entwicklungs- und Veröffentlichungsgeschichte
Die Entwicklungszeit des Spiels betrug zehn Monate. Das Entwicklungsteam umfasste 27 Personen, darunter sechs Programmierer, acht Grafiker und fünf Animatoren. Für die Dialoge wurde ein Programm namens „Natural Dialog (sic) Engine“ entwickelt, mit dessen Hilfe eine nichtlineare Dialogführung ermöglicht werden sollte.
2011 erschien eine auf modernen Windows-PCs lauffähige Version des Spiels auf den digitalen Vertriebsplattformen Steam und GOG.
Das Nachfolgespiel Still Life stand ursprünglich in keiner Verbindung zu Post Mortem. Im Rahmen einer Microïds-internen Präsentation des Konzepts von Still Life, zu diesem Zeitpunkt noch ohne Verbindung zu Post Mortem, schlug Stéphane Brochu vor, den Post-Mortem-Hauptcharakter Gus McPherson in die Story von Still Life zu integrieren, was dem Still-Life-Team aus zwei Gründen gelegen kam: Zum einen sollte eine der drei Zeitebenen des Spiels in den 1920er-Jahren spielen, was auch die Zeit war, in der Post Mortem spielte, und zum anderen konnte so ein bereits fertig ausgearbeiteter Charakter inklusive Hintergrundgeschichte in das Spiel integriert werden.

## Rezeption
Post Mortem erhielt gemischte bis positive Bewertungen. Die Rezensionsdatenbank Metacritic aggregiert 25 Rezensionen zu einem Mittelwert von 71.
Das deutschsprachige Fachmagazin Adventure-Treff lobte die düstere Atmosphäre und die eigenständigen Persönlichkeiten der NPCs. Kritisiert wurden die geringe Anzahl an Rätseln sowie die gelegentliche Einfallslosigkeit derselben. Post Mortem weiche in Bezug auf die Rätsel von Designprinzipien herkömmlicher Adventures ab und spiele sich eher wie ein interaktiver Film, was Liebhaber des Adventures-Genres enttäusche. In Bezug auf die Grafik lobte Adventure-Treff die „wunderschön animierten und geschnittenen“ Zwischensequenzen, kritisierte aber Hintergrundgrafiken als „verschwommen, (...) steril und tot“ und stellte heraus, dass diejenigen NPCs, mit denen der Spieler nicht agieren könne, einfach als zweidimensionale, in ihrer Bewegung festgefrorene Bilder in die Hintergründe eingebunden seien, was schlicht „hässlich“ sei. Negativ fiel dem Magazin außerdem die deutsche Synchronisation auf. Das französische Magazin Jeux Video äußerte sich positiv über die realistische und innovative Dialogführung mittels Emotionen, über die Einbindung der Biographie des Spielcharakters in die Spielmechanik und über die realistische Darstellung des Paris der 1920er-Jahre. Auch Jeux Video kritisierte, dass Nebendarsteller als 2D-Objekte in die Hintergrundgrafiken integriert sind. Das US-Magazin GameSpy lobte die Story des Spiels als gleichermaßen unterhaltsam wie informativ. Positiv angemerkt wurden auch die Rätsel, die organisch in die Spielhandlung eingebettet seien. Kritisiert wurde die Übersetzung der französischen Dialoge ins Englische sowie die Vertonung der englischsprachigen Version, die nicht durch Muttersprachler durchgeführt worden sei. PC Games lobte eine „interessante Geschichte“ mit „dichtem Flair“, kritisierte aber „schwammige Umgebungen“, „viel zu einfache Rätsel“ und ein „unausgegorenes Spieldesign“, dessen Dialogsystem „überaus sinnfrei“ sei. In Summe sei Post Mortem „ein weiteres mittelprächtiges 3D-Adventure“.
Das Fachmagazin Adventure Classic Gaming stellte 2010 retrospektiv heraus, dass die Dialogregie des Spiels versagt habe. Verlasse der Spieler den vom Autor angedachten Konversationspfad, ergäben die Dialogmöglichkeiten und Antworten der NPCs teils keinen Sinn mehr, und der Spieler könne durch Dialogoptionen Dinge erfahren, die er gemäß Spielfortschritt noch gar nicht wissen dürfte.